# VS麻雀 乙女繚乱
VS麻雀 乙女繚乱（ぶいえすまーじゃん おとめりょうらん）は、1998年10月に発売されたアーケード用脱衣麻雀。開発はエレクトロデザイン、発売元はカネコ。

## ゲーム内容
登場人物は次の12人。
- 飯田香奈恵（吹奏楽部） デザイン：平木直利
- 島村由希子☆（バレー部） デザイン：あかひらきりん
- 愛田智子☆（テニス部） デザイン：キャプテンキーゼル
- 白石弓子☆（弓道部） デザイン：コミリン
- 天塚星奈☆（天文学部） デザイン：コミリン
- 速水渚（水泳部） デザイン：千石紫
- 武田留美子☆（サッカー部） デザイン：木村屋いずみ
- 清原珠恵（ソフトボール部） デザイン：平木直利
- 斉藤ゆりか☆（新体操部） デザイン：千石紫
- 荒井美穂（バスケット部） デザイン：あかひらきりん
- 早坂めぐみ☆（陸上部） デザイン：キャプテンキーゼル
- 新城明美☆（バトン部） デザイン：木村屋いずみ

この中から一人をパートナーに選択し、残りの11人と順次対戦する。プレイヤーが和了れば対戦相手のご褒美画像が見られるが、対戦相手が和了るとパートナーが脱ぐ。なお、プレイヤーを有利にするアイテムの類は存在しない。
☆印の登場人物はギャルズパニックS2のご褒美画像にも流用されている。